# Palmyra (Virginia)
Palmyra statisztikai település az USA Virginia államában, Fluvanna megyében, melynek megyeszékhelye is. Lakosainak száma 127 fő (2020. április 1.).

## Népesség
A település népességének változása:

| 2010 | 104 |
| 2020 | 127 |